# Niesłychany Groń

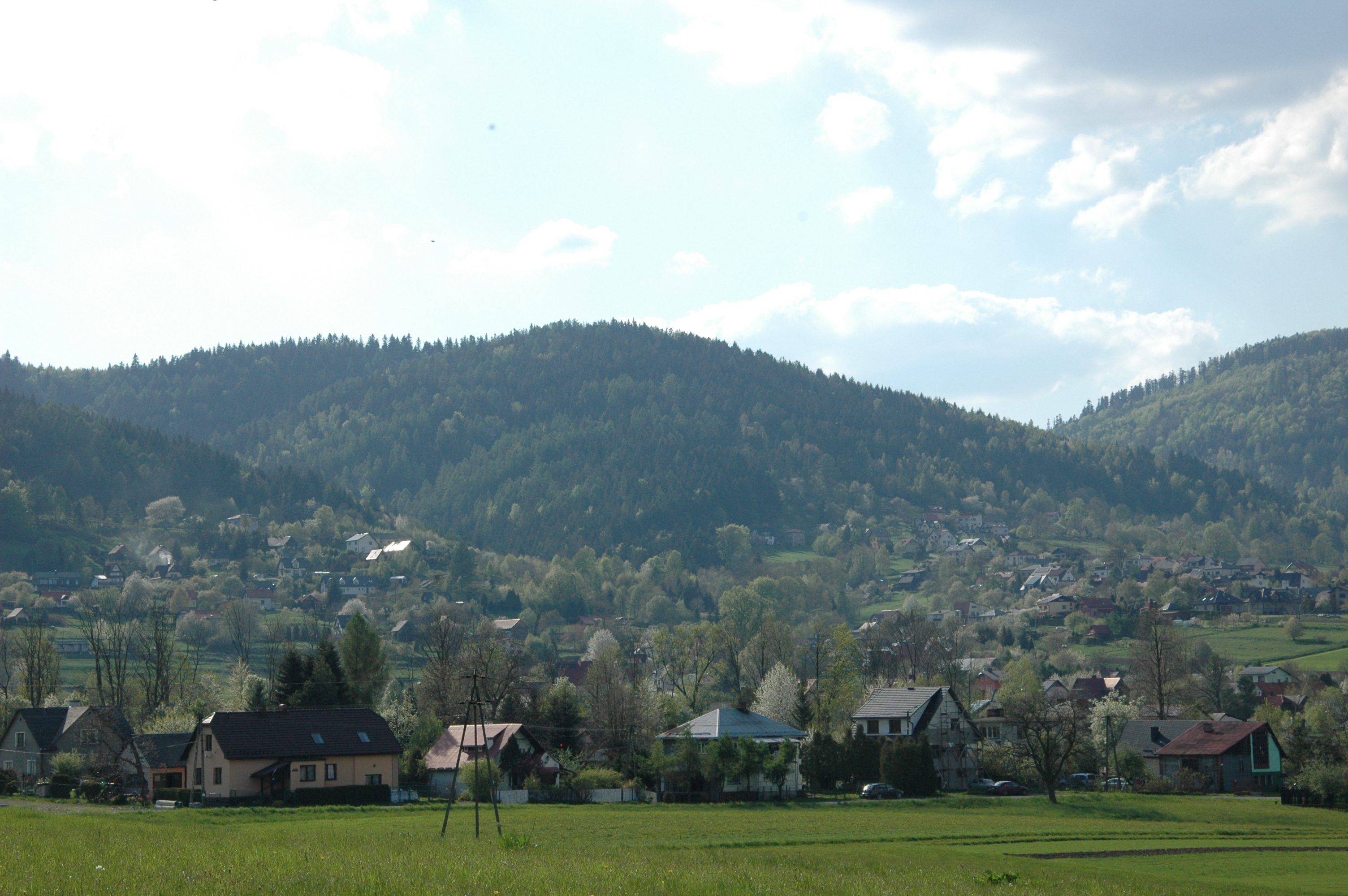
Niesłychany Groń

Der Niesłychany Groń (deutsch: Ungehörter Gipfel), auch Wandzlów Groń genannt, ist ein Berg in Polen. Mit einer Höhe von 744 m ist er einer der niedrigeren Berge  im Barania-Kamm in den Schlesischen Beskiden. Der Gipfel gehört zum Gemeindegebiet von Bielsko-Biała.

## Tourismus
- Auf den Gipfel führen keine markierten Wanderwege.